# Пестушко Костянтин Юрійович
Костянти́н Ю́рійович Песту́шко (псевдонім Кость Степовий — Блакитний; 14 (26) лютого 1898, Ганнівка, Катеринославська губернія, Російська імперія — 9 травня 1921, Ганнівка, Українська СРР) — український військовий діяч, отаман Степової дивізії, Головний отаман Холодного Яру.

## Біографія

### Перші роки
Кость Степовий-Блакитний (справжнє прізвище Костянтин Юрійович Пестушко) народився 14 (26) лютого 1898 року в заможній селянській родині с. Ганнівка, Катеринославська губернія. Батьки його, крім 25 десятин землі, тримали земську повітову кінно-поштову станцію, яка перейшла до його батька Юрія від Семена Павловича Пестушка — діда Костя. Мати майбутнього отамана — Олександра, була малописьменною, а батько закінчив чотири класи церковнопарафіяльної школи. Крім Костя в родині було ще троє хлопців — Іван, Федір, Микола і троє дівчат — Поліна, Віра, Уляна (ще до 1917 року всі вони закінчили гімназію).
Після закінчення сільської початкової школи, де виявив непересічні здібності до математики, до серпня 1916 року навчався в механіко-технічному училищі в Олександрівську (нині Запорізький національний технічний університет), скінчивши 5 старших класів. За неперевіреними відомостями, добровольцем пішов на Першу світову війну.

### Військова кар'єра
У Першу світову війну рядовим воював на Турецькому фронті. За хоробрість нагороджений двома Георгіївськими хрестами. Закінчив школу прапорщиків в м. Горі. В 1917 році в чині підпоручника командував ротою на Західному фронті.
Через революцію повертається додому, та в 1918 потрапляє під гетьманську мобілізацію де потрапляє в Маньківський полк у Білій Церкві. Потім приєднується до Армії УНР під керівництвом Симона Петлюри.
В 1919 році — командир Середньодніпровської групи (2500 багнетів, 17 кулеметів), яка формально підпорядковувалася Нестору Махну. Учасник повстання проти Добровольчої армії. Збільшивши Середньодніпровську групу до 3000 бійців, перейменував її на Республіканське військо. Далі діяв самостійно.
В січні 1920 року повертається до рідного села. Його обрано Головою Волосного Революційного Комітету і Комісаром Волості села Ганнівка. На цій посаді Кость перебував близько трьох місяців — до 10 травня 1920 року.
Переконав мобілізованих у Червону Армію селян об'єднатися в повстанський загін.

### Повстанський отаман

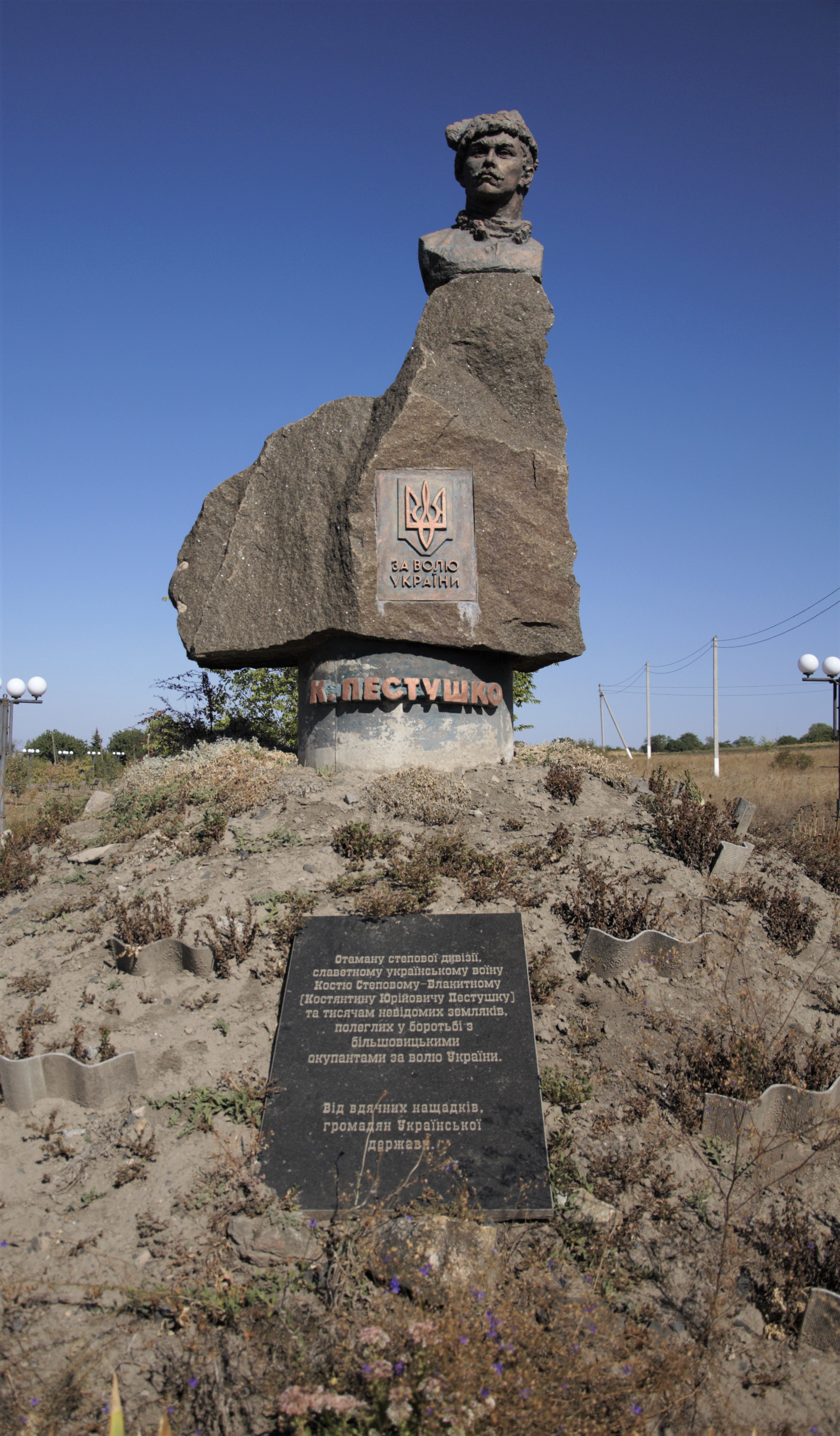
Пам'ятний монумент Костянтину Пестушку в селищі Ганнівка

У травні 1920 року створив та очолив Степову дивізію, яка налічувала від 12 до 18 тисяч бійців. Вів боротьбу з більшовицьким режимом партизанськими методами.
Один із керівників повстання весни — осені 1920 року. Діяв на Херсонщині, Катеринославщині, в Київській губернії, зокрема на Чигиринщині, в Холодному Яру. Командував Першою Олександрійською повстанською армією. Після того, як дивізія об'єдналась із Холодноярськими збройними силами, Костя Блакитного 24 вересня 1920 року на конференції повстанців у містечку Медведівці обрано Головним отаманом Холодного Яру.
В жовтні 1920 року, вирушивши в Катеринославську губернію на чолі Степової дивізії, склав із себе повноваження Головного отамана Холодного Яру.
Повстанський рух під проводом отамана Степового-Блакитного восени 1920 року охопив усю Херсонщину і частину Катеринославщини.
Діяльність Катеринославського повстанського комітету, очолюваного Пестушком, проти більшовиків була досить успішною. Для нейтралізації Костя Блакитного ЧК розробило спецоперацію.
29 квітня ЧК заарештувало понад 50 осіб причетних до повстанського штабу Пестушка, серед них зв'язкова з Петлюрою Віра Бабенко.
Загинув 9 травня 1921 року у Ганнівці в бою з підрозділом криворізьких чекістів. Похований у рідному селі.

## Вшанування пам'яті
- У його рідному селі Ганнівка йому встановлений пам'ятник.
- У місті Кривий Ріг йому встановлений пам'ятний знак в центрі міста на місці переможного бою їз військами ЧК.
- Вулиця Костя Пестушка у місті Кривий Ріг.
- Вулиця Костя Пестушка у місті Дніпро.
- Провулок Костя Пестушка у місті Дніпро.
- Вулиця Отамана Костя Степового у місті Кропивницький.
- 17-та окрема Криворізька танкова бригада носить ім'я Костянтина Пестушка з 2019 року.